# Avenida Pablo Neruda (Temuco)
La avenida Pablo Neruda (antes llamada avenida Estadio) es una arteria vial de la ciudad de Temuco, Chile. Recorre 2,6 kilómetros del macrosector Poniente de la ciudad, entre el eje Arauco-San Ernesto y la avenida Gabriela Mistral. Lleva el nombre del escritor chileno ganador del premio nobel de Literatura en 1971. Con el paso del tiempo, se ha transformado en una importante avenida de servicios, la cual cuenta con múltiples restaurantes (tanto de cocina chilena como internacional), veterinarias, un centro comercial y un teatro.
En 2012, se realizaron trabajos de demolición y reposición de cuatrocientos metros cuadrados de pavimentos en el cruce con la avenida Javiera Carrera, a consecuencia de la remodelación de esta última arteria. Además, se realizaron excavaciones para dar continuidad a las redes de riego y semáforos, y al colector de aguas lluvias.
A principios de 2015, se inauguró el enlace que conecta el final de la calle León Gallo con el inicio de la calzada norte de la avenida Pablo Neruda. Antes, los vehículos que iban por León Gallo y querían continuar por Pablo Neruda hacia el oriente, primero debían avanzar quince metros por avenida Hochstetter, lo que impedía la circulación fluida. Además, se instalaron semáforos en el cruce con Hochstetter y se creó una nueva área verde. En total, se intervinieron 3756 metros cuadrados, con un costo de 177 000 000 de pesos chilenos (286 000 dólares estadounidenses de la época).
El mismo año 2015, la Secretaría Regional Ministerial de Vivienda de La Araucanía anunció la creación de una ciclovía en la avenida Pablo Neruda, entre Javiera Carrera y Hochstetter. La pista, de 2,4 metros de ancho (una pista de 1,2 metros por sentido), se comenzó a construir en noviembre de dicho año. Estos trabajos se entregaron a los habitantes de Temuco a principios de 2017. La vía para bicicletas actualmente, se conecta con las ciclovías construidas en calle Hochstetter y la avenida Gabriela Mistral. 

## Recorrido y entorno
Nace en el eje Arauco-San Ernesto y avanza hacia el ponuentecomo una avenida de una calzada de dos pistas, con sentido único de oriente a poniente. Es el límite de los barrios Dreves y Santa Teresa. Pasa por la Subcomisaría de Fuerzas Especiales de Carabineros de Chile. A la altura de calle Uruguay, se transforma en el borde de los barrios Estadio y la Población Temuco.
En el cruce con Hochstetter, se transforma en una arteria con doble calzada, una por cada sentido, con dos pistas cada una. Allí, también nace la ciclovía, que proviene del camino para bicicletas de la calle anteriormente mencionada.

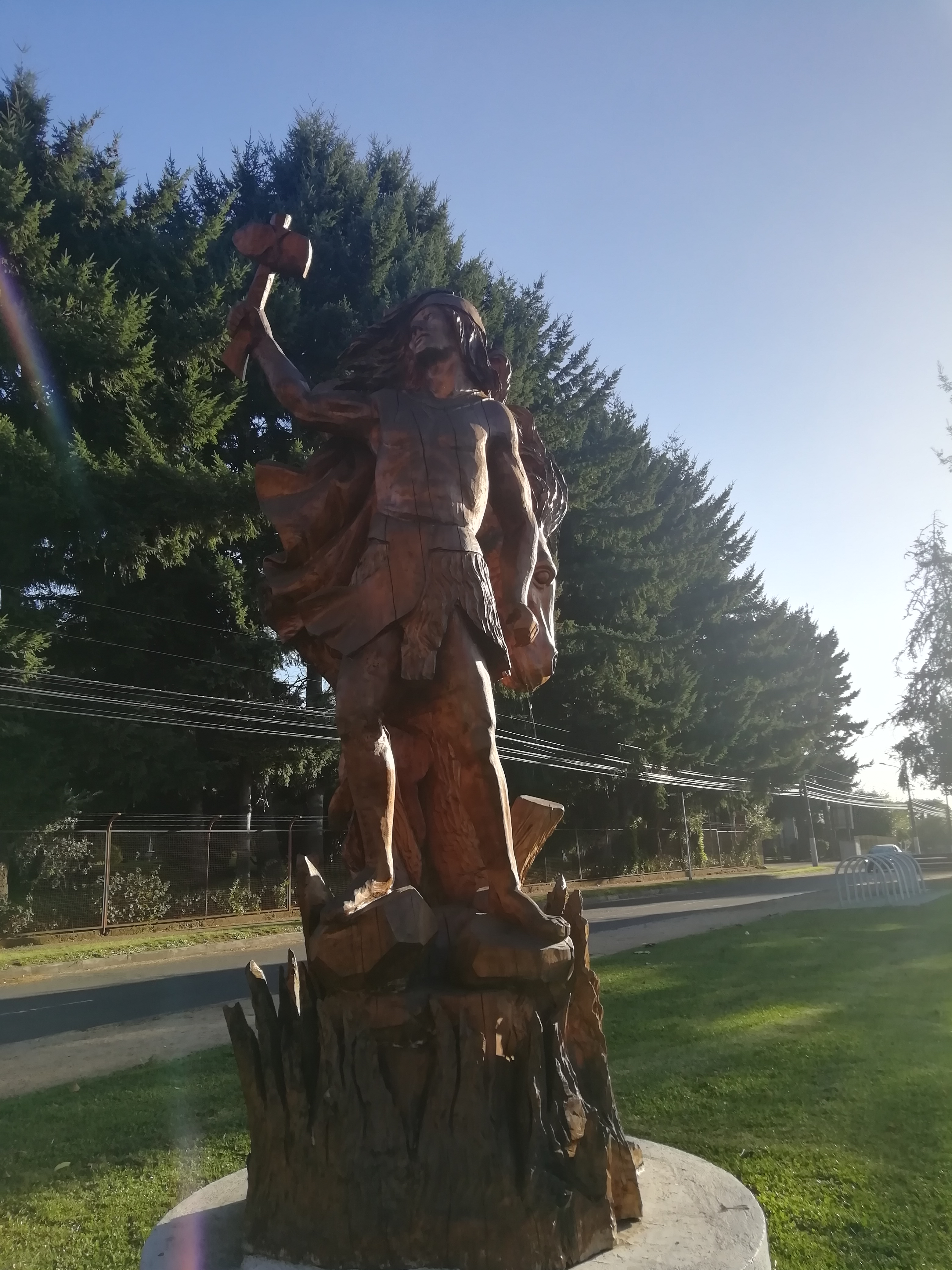
Estatua tallada en madera ubicada en la avenida Pablo Neruda.

Frente al barrio Estadio, se ubican dos recintos pertenecientes a la Municipalidad de Temuco. El primero es el parque Estadio Germán Becker, que cuenta dentro del recinto con el estadio homónimo y la Piscina Municipal. El otro corresponde al Teatro Municipal de Temuco. Luego, se transforma en límite de los barrios Amuley y José Miguel Carrera. Más adelante, existe un templo de la Iglesia Adventista del Séptimo Día.
Después de atravesar el barrio Los Lagos, llega al cruce de la avenida Javiera Carrera, donde termina la ciclovía. Entre dicha avenida y la Avenida Inés de Suárez se ubica el centro comercial Sevilla, el cual ofrece gran variedad de tiendas comerciales y un supermercado Santa Isabel.
La avenida a su vez, se transforma en el borde de los barrios Los Trigales, Villa del Prado, el centro residencial Alemania y el barrio Inglés.
Finaliza su recorrido en la avenida Gabriela Mistral. El tráfico de la calzada norte desemboca en la calle Valle de Notros. La calle sur recibe tránsito desde la calzada sur de Gabriela Mistral.

## Transporte público

### Micros (autobús urbano)[8]
- Línea 1A: Cajón-Santa Elena de Maipo.
- Línea 1D: Cajón-Amanecer
- Línea 2A: Parque Alcántara-Santa Elena de Maipo.
- Línea 6B: Chivilcán-Avenida Recabarren.
- Línea 10B: Padre Las Casas-Santa Elena de Maipo.

## Futuro
En el futuro, se construirán los cuatrocientos veinte metros faltantes entre la calle San Ernesto y la avenida Caupolicán. Se tratará de una calzada con dirección poniente-oriente, que en sus primeros doscientos cuarenta metros tendrá dos pistas, para finalizar con tres carriles en las cercanías de Caupolicán. Formará un par vial con la calle León Gallo.